# 北美电话区号208和986
电话区号208是北美电话区号计划中覆盖爱达荷州的电话区号。由于人口较少，爱达荷州是仅存不多的几个只有一个电话区号的行政区域。这也是仅有的几个全州多个话务区共享同一区号的州。
2001年，联邦通信委员会预测208区号将在2003年枯竭。由于多个话务区的架构，蒙大拿州区号406、怀俄明州区号307、北内华达州区号775、东俄勒冈州区号541以及东华盛顿州区号509的一些号码不能使用。但是2002年，爱达荷州公共设施委员会通过在博伊西启用号码池，成功避免了拆分区号。在2007年，爱达荷州全州开始启用号码池，进一步推迟需要拆分区号的时间。
根据目前的预测，208区号将在2018年耗尽，到时候爱达荷州将需要第二个电话区号。该州人口数已接近两百万，其他使用单一区号的州都只有大概一百万人口。可能采取的手段是重叠电话区号。
2015年11月2日，爱达荷公共设施委员会批准了重叠区号986，自2017年8月5日开始必须十位拨号。这将成为自西弗吉尼亚州区号304和681后第二个全州范围的重叠区号。